# Nadškofija Ljubljana
Nadškofija Ljubljana je ena izmed šestih slovenskih škofij in ena izmed dveh slovenskih nadškofij. Njen sedež je v Stolnici svetega Nikolaja v Ljubljani. 
Skupaj s sufraganskima škofijama Koper in Novo mesto tvori Metropolijo Ljubljana. 
Ljubljanski nadškof je od 4. oktobra 2014 Stanislav Zore, medtem ko sta pomožna škofa Anton Jamnik (od leta 2006) in Franc Šuštar (od 2015).

## Zgodovina

### Od nastanka do 19. stoletja
Ljubljansko škofijo je 6. decembra 1461 ustanovil cesar Friderik III. (1415–1493). Papež Pij II. (1458–1464) je ustanovitev potrdil 6. septembra 1462. Cesar si je pridržal pravico imenovanja ljubljanskih škofov in enajstih kanonikov v dvanajstčlanskem stolnem kapitlju. Po letu 1533 so imeli ljubljanski škofje pravico do knežjega naslova. V času reform cesarja Jožefa II. je škofija obsegala ljubljansko in novomeško okrožje. V tistem obdobju je bila za kratek čas povzdignjena v nadškofijo (1788–1807) in bila sedež metropolije (za jugovzhodni del Habsburške monarhije).
Leta 1806 je papež Pij VII. ljubljansko nadškofijo sprva ukinil in jo po preoblikovanju neposredno podredil Rimu, tako je ostalo vse do leta 1830.

### 20. stoletje
Od leta 1919, ko je bila ustanovljena Univerza v Ljubljani, je bil ljubljanski škof hkrati tudi veliki kancler Teološke fakultete. Prvi kancler je tako postal Anton Bonaventura Jeglič. Njegov naslednik Gregorij Rožman je škofijo vodil v času Kraljevine Jugoslavije. 7. aprila 1941, en dan po napadu Nemčije na Jugoslavijo, je določil vrsto generalnih vikarjev, ki bi vodili škofijo v primeru, če se njemu kaj pripeti, ko v moderni vojski nihče ne ve, kaj lahko od koderkoli in zlasti iz zraka prileti. Prvi na seznamu je bil Ignacij Nadrah, za njim pa Tomaž Klinar, Gregor Žerjav, Alojzij Zupan in kot zadnji, najmlajši kanonik Anton Vovk. 5. maja 1945, na dan svojega bega v tujino, je škof še zadnjič sklical konzistorij in potrdil vrstni red vikarjev iz leta 1941. Na mesto Žerjava in Zupana, ki sta med tem umrla, je dodatno imenoval dekana Franca Kimovca. Prvi generalni vikar je po njegovem odhodu postal Ignacij Nadrah, vendar je bil že 14. junija 1945 aretiran. Vodenje škofije bi moral za njim prevzeti Kimovec, ki pa je zaradi bolezni podal izjavo, da za to mesto ni primeren. Tako je 15. junija na seji kapitlja postal generalni vikar Anton Vovk. Gregorij Rožman je še naprej de iure ostal rezidencialni škof, saj je Sveti sedež zavrnil možnost imenovanja novega škofa. Leta 1946, ko je bila škofija brez škofa, je na Vovkovo povabilo prišel v pomoč zagrebški pomožni škof Josip Lach, ki je v stolnici opravil velikonočne obrede ter birmoval po župnijah. Papež Pij XII. je nato 15. septembra tega leta Vovka imenoval za pomožnega škofa, čemur je 1. decembra sledilo tudi njegovo škofovsko posvečenje, septembra 1950 pa je bil imenovan za apostolskega administratorja s pravicami rezidencialnega škofa.
V naslednjih letih je Vovk poleg rednega dela na škofiji reševal tudi birokratske zadeve s Cerkvi nenaklonjeno oblastjo v Ljubljani – od dovoljenj za poučevanje verouka, tiskanje glasil, prošenj za izpustitev zaprtih duhovnikov, prošenj za obnavljanje cerkva in župnišč, prijavljanje shodov in birm. Poleg tega je Uprava državne varnosti večkrat preiskovala škofijska poslopja in odnašala dokumente škofijskega arhiva. Tudi Vovka samega so redno pod pritiski zasliševali. To stanje se je zaostrovalo vse do 20. januarja 1952, ko so Vovka na železniški postaji Novo mesto polili z bencinom in zažgali. Po zgražanju v svetovnih medijih se je stanje v naslednjih letih nekoliko umirilo. Po smrti škofa Rožmana (16. novembra 1959) je bil Vovk uradno imenovan za škofa ordinarija.
Nova sprememba za škofijo je nastopila 22. decembra 1961, ko je papež Janez XXIII. ob 500. letnici obstoja škofijo povzdignil v nadškofijo, Antona Vovka pa imenoval za nadškofa. Vovk je leta 1963 umrl, nasledil pa ga je Jožef Pogačnik. Papež Pavel VI. je nato 22. novembra 1968 nadškofijo določil še za sedež metropolije. Edina sufraganska škofija je postala Škofija Maribor, dokler se ji ni 10. oktobra 1977 z razdelitvijo tržaško-koprske škofije pridružila še Škofija Koper.
Na ozemlju ljubljanske nadškofije je bila ob spremembi cerkvene ureditve v Sloveniji 7. aprila 2006 ustanovljena nova Škofija Novo mesto in skupaj s koprsko škofijo vključena v ljubljansko metropolijo. Tega dne je tudi Škofija Maribor postala nadškofija in metropolija, zato je bilo njeno ozemlje skupaj z obema novoustanovljenima sufraganskima škofijama (Celje in Murska Sobota) izločeno iz ljubljanske metropolije.

## Nadškofijska kurija
- Ordinariat
- Pastoralna služba
  - Tajništvo pastoralne službe
  - Škofijski urad za družino
  - Škofijski katehetski urad
  - Škofijski urad za laike
  - Škofijski odbor za mladino
  - Škofijska univerzitetna pastorala
- Nadškofijska gospodarska uprava
- Nadškofijski arhiv
- Cerkveno sodišče